# Topfschlagen

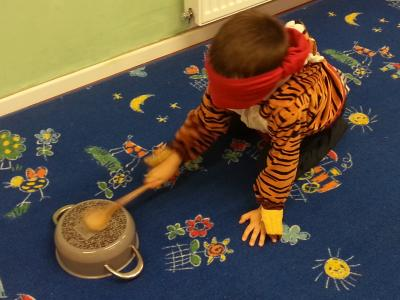
Topfschlagen beim Kindergeburtstag

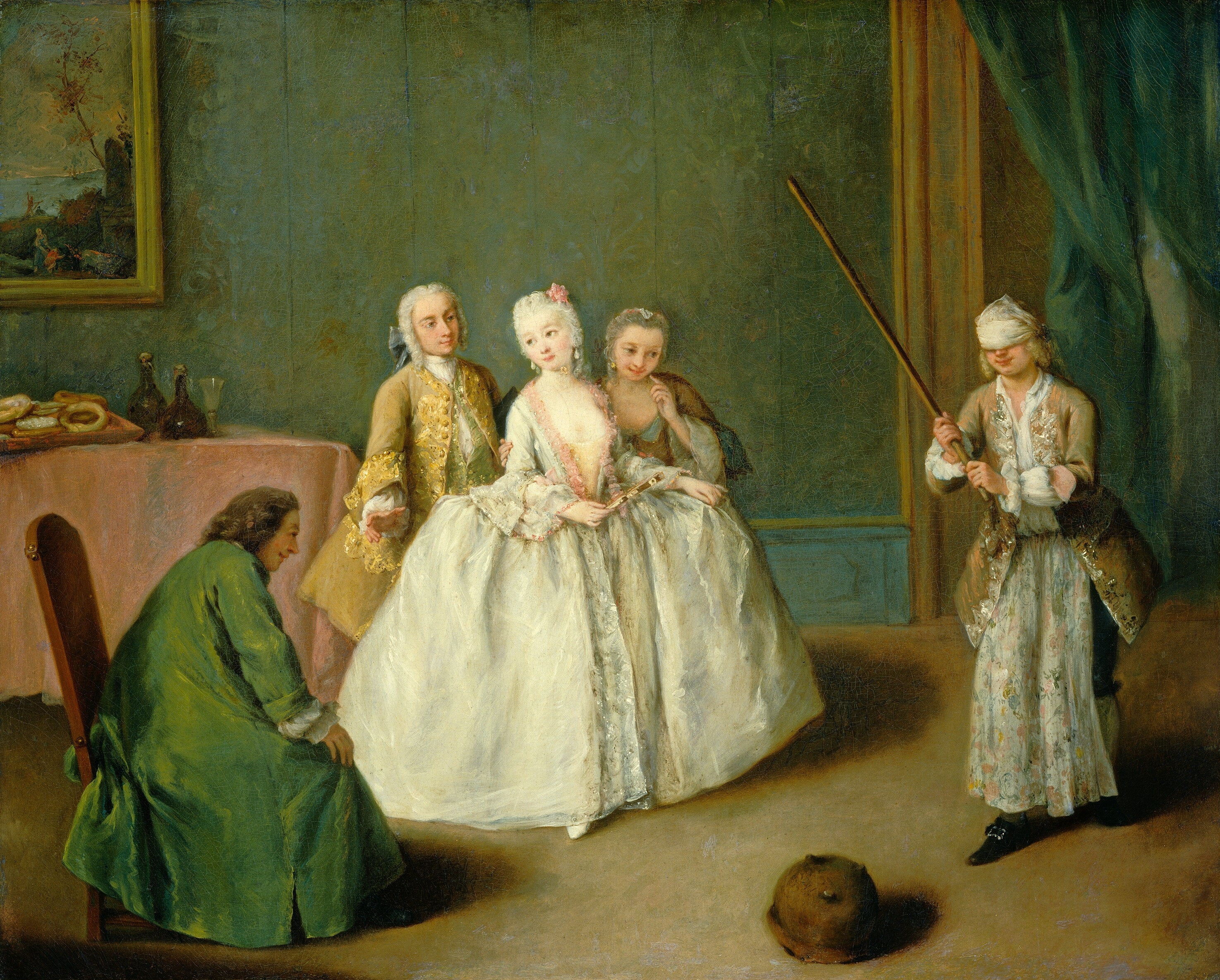
Pietro Longhi: Topfschlagen, 1744 (als Erwachsenenspiel)

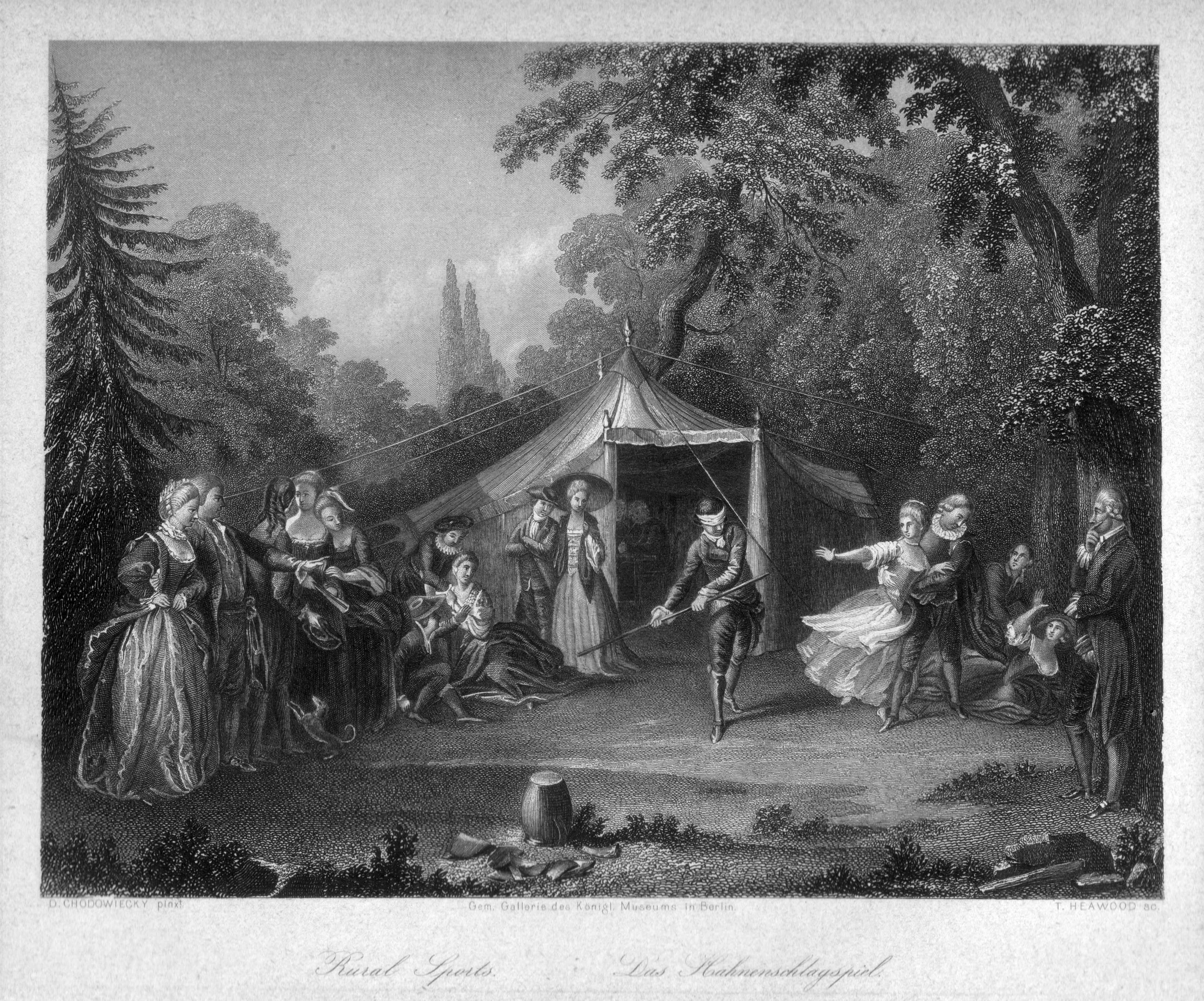
Das Hahnenschlagspiel (T. Heawood / D. Chodowiecky)

Topfschlagen ist ein Kinderspiel, bei dem ein Mitspieler mit verbundenen Augen und einem Kochlöffel einen umgedrehten Topf mit einer Belohnung finden muss. Es wird vorwiegend auf Kindergeburtstagen gespielt. Die höfische Gesellschaft im 18. Jahrhundert bezeichnete es als „Hahnenschlagspiel“, vergleiche Stahlstich von T. Heawood nach D. Chodowiecki.

## Spielregeln
Bei dem Spiel werden einem Mitspieler die Augen verbunden. Anschließend wird ihm ein Kochlöffel in die Hand gegeben und es wird von einem anderen Mitspieler im Kreis gedreht, um ihn zu verwirren. Im Raum wird ein umgedrehter Topf aufgestellt, unter dem sich meistens etwas Süßes oder ein Geschenk befindet. Der Topf darf während der Suche nicht verschoben werden.
Das Kind mit den verbundenen Augen muss nun im Krabbelgang den Topf finden, indem es mit dem Kochlöffel immerzu vor sich auf den Boden schlägt. Dabei geben die anderen Kinder durch Rufen von „warm“ und „kalt“ Hinweise, ob sich das suchende Kind dem Topf nähert oder sich von ihm entfernt. Manchmal klopft auch ein weiterer Spieler anfangs auf den Topf und weist so dem Spieler mit den verbundenen Augen die Richtung, in welcher der Topf steht. Sobald der suchende Mitspieler den Topf gefunden hat und darauf haut, darf er das Tuch von den Augen und die Belohnung an sich nehmen. Danach kommt ein anderer Spieler an die Reihe, der Topf wird an eine andere Stelle versetzt. In einer Variante suchen mehrere Kinder mit verbundenen Augen und Kochlöffeln gleichzeitig.

## Geschichte
Das Spiel war ursprünglich eine Kirmesunterhaltung. Unter einem Steinguttopf befand sich dabei ein lebender Hahn. Wer mit verbundenen Augen den Topf zerschlagen konnte, hatte gewonnen und bekam den Hahn (vgl. Hahnenschlagen). Seit 2002 gibt es einen Topfschlagverein. Ähnlichkeit zum Topfschlagen weist das international bekannte Piñata auf, bei dem anstelle eines Topfes eine von der Decke hängende Pappfigur verwendet wird.